# Walckenaeria lepida
Walckenaeria lepida là một loài nhện trong họ Linyphiidae.
Loài này thuộc chi Walckenaeria. Walckenaeria lepida được Wladislaus Kulczynski miêu tả năm 1885.